# Norwegian International 1991
Die Norwegian International 1991 im Badminton fanden vom 8. bis zum 10. November 1991 in der Jotunhallen in Sandefjord statt.

## Sieger und Platzierte
| Disziplin    | Gold                                 | Silber                                     | Bronze                          |
| ------------ | ------------------------------------ | ------------------------------------------ | ------------------------------- |
| Herreneinzel | Tony Tuominen                        | Christian Ljungmark                        | David Stenström                 |
| Herreneinzel | Tony Tuominen                        | Christian Ljungmark                        | Jyri Aalto                      |
| Dameneinzel  | Helle Andersen                       | Joanne Muggeridge                          | Elena Rybkina                   |
| Dameneinzel  | Helle Andersen                       | Joanne Muggeridge                          | Susanne Jacobsson               |
| Herrendoppel | Jan-Eric Antonsson Stellan Österberg | Christian Jakobsen Martin Lundgaard Hansen | Øyvind Berntsen Trond Wåland    |
| Herrendoppel | Jan-Eric Antonsson Stellan Österberg | Christian Jakobsen Martin Lundgaard Hansen | Erik Lia Hans Sperre jr.        |
| Damendoppel  | Rikke Broen Marianne Rasmussen       | Natalja Ivanova Elena Rybkina              | Ann Sandersson Camilla Wright   |
| Damendoppel  | Rikke Broen Marianne Rasmussen       | Natalja Ivanova Elena Rybkina              | Helene Kirkegaard Lotte Thomsen |
| Mixed        | Jan-Eric Antonsson Astrid Crabo      | Christian Jakobsen Marianne Rasmussen      | Rikard Rönnblom Emma Edbom      |
| Mixed        | Jan-Eric Antonsson Astrid Crabo      | Christian Jakobsen Marianne Rasmussen      | Trond Wåland Camilla Wright     |